# Spencer Bloch
Pour les articles homonymes, voir Bloch.
Spencer Janney Bloch (né le 22 mai 1944 à New York) est un mathématicien américain spécialisé dans la géométrie algébrique et la théorie des nombres.

## Formation et carrière
Bloch a étudié à l'université Harvard jusqu'à son baccalauréat en 1966 et a obtenu son doctorat en 1971 à l'université Columbia avec Steven Kleiman avec une thèse intitulée Algebraic Cohomology Classes on Algebraic Varieties. Il a ensuite travaillé à l'université de Princeton, à partir de 1973 en tant que professeur assistant. De 1974 à 1976, il a été professeur associé à l'université du Michigan, puis à l'université de Chicago, où il a été professeur à partir de 1979 et est resté depuis, en dehors de professeurs invités à Cologne, Kyoto, Bonn, Cambridge et Paris, ou encore à l'Institute for Advanced Study de 1981 à 1982. Aujourd'hui, il y est professeur émérite RM Hutchins Distinguished Service.
Bloch était Sloan Research Fellow (et plus tard membre du comité de sélection). Il est membre de l'Académie nationale des sciences depuis 1994. La citation à l'occasion de son élection affirme : « Bloch a réalisé un travail de pionnier dans l'application de la K-théorie algébrique supérieure à la géométrie algébrique, en particulier dans les problèmes liés aux cycles algébriques, et est considéré comme le leader mondial dans ce domaine. Ses travaux ont fermement établi la K-théorie supérieure comme un outil fondamental en géométrie algébrique. ».
Il est également membre de l'Académie américaine des arts et des sciences depuis 2009, et a reçu le Prix de recherche Humboldt en 1996. Il a été conférencier invité au Congrès international des mathématiciens (ICM) à Helsinki en 1978 (avec une conférence intitulée « Algebraic K-theory and zeta functions of elliptic curves ») et à Kyoto en 1990 (avec une conférence plénière intitulée : « Algebraic K-theory, Motives and Algebraic Cycles »),. De 1982 à 1989, il a été rédacteur en chef adjoint du Bulletin de l'American Mathematical Society et de l'American Journal of Mathematics. Il est membre de l'American Mathematical Society. Pour 2021, il a reçu le prix Leroy P. Steele pour l'ensemble de sa carrière.

## Travaux
Bloch s'est intéressé aux cycles algébriques, à la K-théorie algébrique et aux motifs algébriques. Les groupes de Chow (de) supérieurs qu'il a introduits ont fourni des candidats pour la K-théorie des variétés algébriques sur des corps de nombres, supposée motivique par Alexander Beilinson en 1982. Les conjectures de Bloch-Kato portent sur les valeurs en des points entiers de fonctions L (en) de variétés projectives sur des corps de nombres. L'importance des fonctions L analytiques pour obtenir des informations sur la structure algébrique des corps de nombres est évidente dans les théorèmes plus anciens (comme la formule du nombre de classes de Dirichlet) et les conjectures (comme la conjecture de Birch et Swinnerton-Dyer), qui sont fortement généralisées ici. Elles affinent la conjecture de Beilinson de 1984.
Son travail séminal de 1986 Algebraic Cycles and Higher K-Theory s'est initialement avéré défectueux : Andreï Sousline a trouvé une erreur dans le lemme 1.1 peu après sa publication et l'erreur n'a pu être corrigée qu'en 1993.
Dans les années 1990 et 2000, il a travaillé, entre autres, sur les formulations algébro-géométriques de la théorie de Chern-Simons et la renormalisation perturbative dans les théories quantiques des champs.

## Publications
- Higher regulators, K-theory and Zeta Functions of Elliptic Curves (Irvine Lectures 1978), American Mathematical Society, Providence 2000
- Lectures on algebraic cycles (Lectures Duke University 1979, édité par Duke University 1980), Cambridge University Press 2010
- K 2 and algebraic cycles. Ann. of Math. (2) 99 (1974), 349-379.
- avec Ogus : Gersten's conjecture and the homology of schemes. Ann. Sci. École Norm. Sup. (4) 7 (1974), 181-201 (1975).
- Algebraic K-theory and crystalline cohomology. Inst. Hautes Études Sci. Publ. Math N°47 (1977), 187-268 (1978).
- Algebraic K-theory and classfield theory for arithmetic surfaces. Ann. of Math. (2) 114 (1981), n° 2, 229-265.
- avec Kato : p-adic étale cohomology. Inst. Hautes Études Sci. Publ. Math n° 63 (1986), 107-152.
- Algebraic cycles and higher K-theory. Adv. in Math. 61 (1986), n° 3, 267-304.
- The moving lemma for higher Chow groups. J. Algebraic Geom.3 (1994) n° 3, 537-568.
- avec Esnault : A Riemann-Roch theorem for flat bundles, with values in the algebraic Chern-Simons theory. Ann. of Math. (2) 151 (2000), n° 3, 1025-1070.
- avec Esnault, Kreimer : On motives associated to graph polynomials. Comm. Math. Phys. 267 (2006), n° 1, 181-225.
- avec Esnault, Kerz : p-adic deformation of algebraic cycle classes. Invent. Math.195 (2014), n° 3, 673-722.